# Akatsuki (Naruto)
Akatsuki (暁, Akatsuki) és un grup de ninjas traïdors d'alt nivell que apareixen a la sèrie de manga i anime de Naruto.

El signe de l'Akatsuki, el núvol vermell vorejat de blanc sobre fons negre.

Va aparèixer per primera vegada després de la mort del tercer hokage, i més tard es va convertir en una de les principals antagonistes de la sèrie.

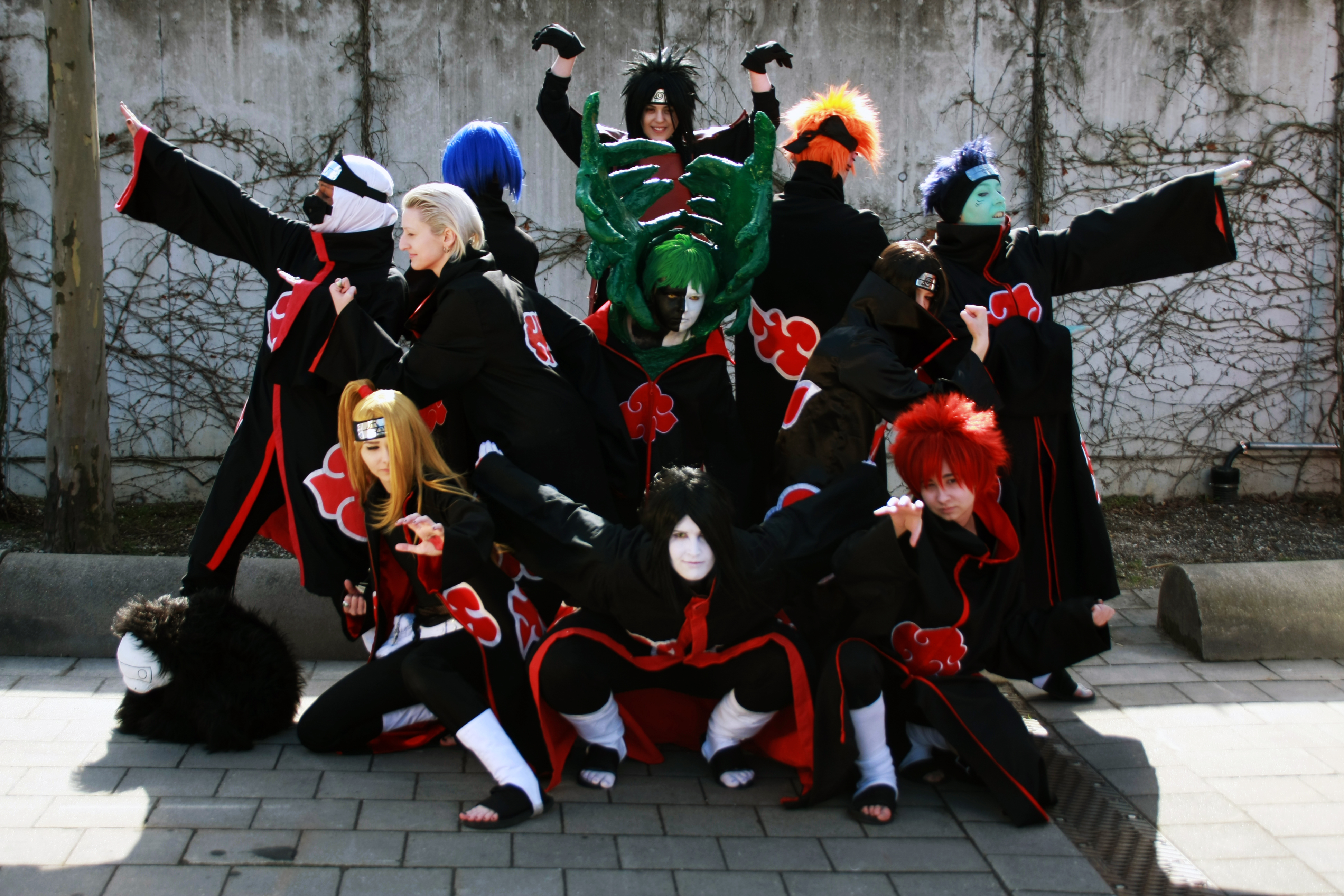
Cosplay d'akatsuki

## Membres

### Kisame Hoshigaki
Veu: Tomoyuki Dan  (japonès)
Kisame Hoshigaki (干柿 鬼鮫, Hoshigaki Kisame) sobrenomenat El fantasma del poble de la boira (霧隠れの怪人, Kirigakure no Kaijin) és un ex membre espadatins de la boira (霧の忍刀七人衆, Kiri no Shinobigatana Nananinshū).
Té un aspecte similar al d'un tauró amb la pell de color blavós, brànquies a les galtes que li permeten respirar sota l'aigua i dents afilades i de forma triangular. Dotat d'un físic potent (198 cm i 92 kg), sempre ha estat cruel, ambiciós i arrogant però malgrat això segueix rígidament els preceptes ninja, en particular aquell segons el qual de vegades la informació és més important que la vida mateixa. Com a responsable de moltes morts fins i tot entre els ninja del seu propi poble, es considera un ésser malvat però quan mor per la seva pròpia mà sacrificant-se per l'organització admetrà que no és tan terrible; També sembla ser ell qui, entre els membres del Akatsuki, és capaç d'entendre millor l'Itachi, arribant fins i tot a preocupar-se per la seva salut. Kishimoto va revelar que inicialment va dissenyar Akatsuki com una organització de monstres "sense gairebé cap característiques humanes" i va dissenyar Kisame com un tauró.

l'espasa de pell de tauró

Va ser membre de l'Esquadra d'Espions Secrets (インテリの暗号部, Interi no Angōbu) i subordinat de Fuguki Suikazan. Del seu passat se sap que en una missió va haver de matar els seus companys perquè no revelessin informació als enemics i per la mateixa raó també va matar el seu amo prenent possessió de la Pell de Tauró (鮫肌, Samehada); posteriorment decideix unir-se a Tobi, que en aquell moment estava manipulant el Quart Mizukage, atret pel "Pla Ull-Lluna" (月の眼計画, Tsuki no Me Keikaku). Després de la mort del Tercer Hokage, s'infiltra al Leaf Village amb Itachi per capturar Naruto Uzumaki, però els dos són aturats per Jiraiya.
Reapareix al començament de la segona sèrie durant l'extracció del teixó dimoni del cos de Gaara i per aturar l'equip Gai mitjançant una còpia seva; també reapareix després de la lluita contra Roshi, la força de suport del goril·la de quatre cues, que, malgrat la gran força del ninja de la Roca, veu el guanyador de l'esgrima de la Boira.

### Zetsu
Zetsu (ゼツ, Zetsu) és l'espia Akatsuki.

### Deidara
Deidara (デイダラ) és un ninja traïdor d'Agamma.

### Sasori
Sasori (サソリ), sobrenomenat Sasori de la sorra vermella (赤砂のサソリ, Akasuna no Sasori) és un ninja traïdor del poble de sorra.

### Hidan
Veu: Masaki Terasoma  (japonès)
Hidan (飛段) és un traïdor ninja del Vila Balneari (湯隠れの里, Yugakure no Sato).
Hidan és un seguidor fanàtic de la religió de Jashin, que predica la massacre i l'assassinat; treballa conjuntament amb Kakuzu i, donades les habilitats que els fan immortals. Físicament apareix com un jove d'alçada mitjana-alta amb els cabells platejats i els ulls morats; sota la túnica del Akatsuki roman a pit nu per mostrar el seu rosari. Característicament és agressiu, vulgar, sàdic i mancat d'autocontrol: de fet acostuma a enfadar-se molt fàcilment i oblidar l'objectiu de la missió. Kishimoto es va basar inicialment en el model del shinigami i Hidan va aparèixer amb pell negra i línies blanques que traçaven la posició dels ossos, un disseny que més tard es va reprendre en la transformació del personatge durant el seu ritual.

Dall de tres fulles d'Hidan

Hidan va abandonar el seu poble després que, enfurismat amb el shinobi que va decidir fundar-lo en un centre turístic, va massacrar els habitants dels altres pobles propers; el seu propi poble va ser llavors destruït durant les grans guerres. Gràcies al ritual del seu clan és immortal en tots els aspectes, però per mantenir aquest estat ha de sacrificar contínuament víctimes a Jashin: per aquest motiu va ser emparellat amb Kakuzu, que també és immortal. Després d'haver capturat Yugito Nii, la força de suport del gat de dues cues, i matar el monjo Chiriku per recollir la seva recompensa, l'equip de zombis es dirigeix al poble de les fulles per capturar Naruto, però en el camí es troben amb l'equip format per Asuma Sarutobi, Shikamaru Nara, Izumo Kamizuki i Kotetsu Hagane: Hidan s'enfronta a Asuma i el fereix mortalment, però poc abans de donar-li el cop definitiu es veu obligat a retirar-se per ordre de Pain. Més tard s'enfronta a Shikamaru, desitjós de venjar el seu amo, que després d'una llarga lluita al bosc del clan Nara el fa esclatar en mil trossos, enterrant-lo però sense matar-lo definitivament: per tant, es desconeix si encara està viu, donat que ja no és capaç de sacrificar vides a Jashin.

El símbol jashin

Tot i ser immortal gràcies al ritual de Jashin, Hidan encara sent dolor però les ferides que pateix poden regenerar-se soles, llevat de les més greus com la decapitació; com a arma utilitza una dalla de tres fulles que maniobra amb un cordó metàl·lic. Per activar el ritual primer ha d'ingerir la sang de l'oponent; fet això experimenta una transformació que fa que la seva pell sigui negra amb línies blanques que tracen la posició dels ossos. Immediatament després es fereix amb una vareta retràctil punxeguda i amb la seva pròpia sang dibuixa un triangle equilàter inscrit en cercle a terra; un cop entra al cercle es completa el ritual i amb ell la connexió entre Hidan i el seu oponent: a partir d'aquest moment qualsevol dany que s'infligui es transfereix al seu oponent. L'enllaç es trenca quan surt del cercle o després de la mort de l'oponent, després de la qual cosa torna a la seva forma normal. També demostra que té una gran habilitat en el combat cos a cos, tant que rivalitza amb Asuma i Kakashi.

### Kakuzu
Kakuzu (角都) és un traïdor ninja del Poble Cascada (滝隠れの里, Takigakure no Sato).
De pell fosca, físicament és el membre més imponent de l'organització després de Kisame; porta una caputxa blanca i una màscara negra que només deixen veure els seus ulls, caracteritzats per iris verds i escleròtiques vermelles. Té la boca tancada i els cabells llargs i foscos. Cobdiciós, fred i calculador, creu que els diners són l'únic important de la vida, tant que afirma que no li importa si s'ha d'anar a l'infern perquè és allà on el porten els diners.

L'ull de Kakuzu

Diadema de Kakuzu

### Konan
Konan (小南, Konan) és una kunoichi de Poble de la Pluja (雨隠れの里, Amegakure no Sato) així com l'única dona membre de l'Akatsuki

### Pain
Veu: Ken'yū Horiuchi (Pain), Junpei Morita (Nagato)  (japonès)

El rinnegan de Pain

Nagato (長門)), també anomenat Pain (ペイン, Pein), és el líder de l'Akatsuki.